# Список президентов Джибути
Список президентов Джибути включает лиц, являвшихся главой государства Джибути после обретения им независимости в 1977 году.
В настоящее время главой государства и правительства Джибути является Президент Республики (араб. رئيس الجمهورية‎, фр. Président de la République). Согласно действующей редакции конституции, президент избирается всенародным голосованием на 5 лет с правом неоднократного переизбрания. Глава государства является гарантом нормального и непрерывного функционирования государственных органов, национальной независимости и территориальной целостности, следит за сохранением и уважением национального суверенитета как внутри страны, так и за её пределами, является гарантом национального единства. В случае вакантности поста обязанности президента исполняет председатель Верховного суда.
Использованная в первом столбце таблиц нумерация является условной; также условным является использование в первом столбце цветовой заливки, служащей для упрощения восприятия принадлежности лиц к различным политическим силам без необходимости обращения к столбцу, отражающему партийную принадлежность. В столбце «Выборы» отражены состоявшиеся выборные процедуры или иные основания получения полномочий. Для удобства список дополнен разделом «Обзор», призванным пояснить особенности политической жизни страны.

## Обзор
С 1862 года территория современного Джибути являлась владением Франции. В 1896 году протекторат получил название Французский берег Сомали. В ходе Второй мировой войны территория первоначально управлялась правительством Виши (1940—1942), затем (с конца 1942 года) находилась под контролем «Сражающейся Франции», а с 1944 года — Временного правительства Французской республики. В 1946 году страна получила статус заморской территории в рамках Французского союза. В 1958 году в стране был проведён референдум, по результатам которого территория вошла в состав Французского сообщества, ей было предоставлено право представлять себя во французском парламенте. Референдум, проведённый в марте 1967 года, показал, что 60 % проголосовавших не поддерживают идею независимости. В июле владение было переименовано во Французскую территорию афаров и исса и получило расширенную автономию. В 1971 году была основана межэтническая партия — Африканская народная лига (ЛПАИ; с 1975 года — Африканская народная лига за независимость), пользовавшаяся поддержкой широких слоёв населения. ЛПАИ выступила инициатором движения за независимость страны. Деятельность Лиги, требования ООН и ОАЕ заставили Францию согласиться на проведение очередного референдума, состоявшегося 8 мая 1977 года. 99,75 % проголосовавших высказались за обретение страной независимости. 27 июня была провозглашена Республика Джибути (араб. جمهورية جيبوتي‎, фр. République de Djibouti).
После обретения независимости в Джибути обострилось межэтническое противостояние между афарами и сомали (исса). Президентом стал Хассан Гулед Аптидон, лидер ЛПАИ, взявший курс на развитие демократии и либеральной экономики и неприсоединение. В 1979 году была создана правящая партия Народное объединение за прогресс (НОП). После переизбрания Гуледа в 1981 году установился режим личной власти, а деятельность оппозиции была запрещена до принятия конституции в 1992 году. Недовольство правящим режимом и засильем сомали в органах власти привело в 1991 году к гражданской войне между правительством и афарским Фронтом за восстановление единства и демократии (ФВЕД). В декабре 1994 года противоборствующие стороны подписали мирное соглашение. Умеренное крыло ФВЕД было признано легальной партией и приняло участие в парламентских выборах 1997 года в коалиции с правящим НОП, радикальное же крыло продолжало вооружённые столкновения до подписания мирного договора с правительством в 2001 году. В 1999 году президентом был избран племянник Гуледа Исмаил Омар Гелле.

## Список
|          | Портрет      | Имя (годы жизни)                                                                   | Полномочия   | Полномочия | Партия | Выборы | Пр.                  |
| Начало   | Портрет      | Имя (годы жизни)                                                                   | Окончание    |            | Партия | Выборы | Пр.                  |
| -------- | ------------ | ---------------------------------------------------------------------------------- | ------------ | ---------- | --- | ------ | -------------------- |
| 1 (I—IV) |              | Хассан Гулед Аптидон (1916—2006) араб. حسن جوليد أبتيدون‎ фр. Hassan Gouled Aptidon | 27 июня 1977 | июль 1981  | Африканская народная лига за независимость → Народное объединение за независимость → Народное объединение за прогресс | 1977   | [ 10 ] [ 11 ] [ 12 ] |
| 1 (I—IV) | июль 1981    | Хассан Гулед Аптидон (1916—2006) араб. حسن جوليد أبتيدون‎ фр. Hassan Gouled Aptidon | 14 июня 1987 | 1981       | Африканская народная лига за независимость → Народное объединение за независимость → Народное объединение за прогресс |        | [ 10 ] [ 11 ] [ 12 ] |
| 1 (I—IV) | 14 июня 1987 | Хассан Гулед Аптидон (1916—2006) араб. حسن جوليد أبتيدون‎ фр. Hassan Gouled Aptidon | 15 июня 1993 | 1987       | Африканская народная лига за независимость → Народное объединение за независимость → Народное объединение за прогресс |        | [ 10 ] [ 11 ] [ 12 ] |
| 1 (I—IV) | 15 июня 1993 | Хассан Гулед Аптидон (1916—2006) араб. حسن جوليد أبتيدون‎ фр. Hassan Gouled Aptidon | 8 мая 1999   | 1993       | Африканская народная лига за независимость → Народное объединение за независимость → Народное объединение за прогресс |        | [ 10 ] [ 11 ] [ 12 ] |
| 2 (I—V)  |              | Исмаил Омар Гелле (1947—) араб. إسماعيل عمر جيله‎ фр. Ismail Omar Guelleh           | 8 мая 1999   | 7 мая 2005 | Народное объединение за прогресс в коалиции с Союзом за президентское большинство                                     | 1999   | [ 13 ] [ 14 ] [ 15 ] |
| 2 (I—V)  | 7 мая 2005   | Исмаил Омар Гелле (1947—) араб. إسماعيل عمر جيله‎ фр. Ismail Omar Guelleh           | 8 мая 2011   | 2005       | Народное объединение за прогресс в коалиции с Союзом за президентское большинство                                     |        | [ 13 ] [ 14 ] [ 15 ] |
| 2 (I—V)  | 8 мая 2011   | Исмаил Омар Гелле (1947—) араб. إسماعيل عمر جيله‎ фр. Ismail Omar Guelleh           | 8 мая 2016   | 2011       | Народное объединение за прогресс в коалиции с Союзом за президентское большинство                                     |        | [ 13 ] [ 14 ] [ 15 ] |
| 2 (I—V)  | 8 мая 2016   | Исмаил Омар Гелле (1947—) араб. إسماعيل عمر جيله‎ фр. Ismail Omar Guelleh           | 15 мая 2021  | 2016       | Народное объединение за прогресс в коалиции с Союзом за президентское большинство                                     |        | [ 13 ] [ 14 ] [ 15 ] |
| 2 (I—V)  | 15 мая 2021  | Исмаил Омар Гелле (1947—) араб. إسماعيل عمر جيله‎ фр. Ismail Omar Guelleh           | действующий  | 2021       | Народное объединение за прогресс в коалиции с Союзом за президентское большинство                                     |        | [ 13 ] [ 14 ] [ 15 ] |